# Дрим-поп
Дрім-поп (англ. Dream pop) — субжанр альтернативного року і неопсиходелії, який утворився на початку 1980-х на стику постпанку і етереал-вейву. Для нього характерне атмосферне, «мрійливе» звучання, що поєднується з «повітряними», ніжними попмелодіями. Його засновником вважається шотландська група Cocteau Twins. У кінці 1980-х на основі дрим-попу розвинулися такі музичні напрямки, як шуґейзинг і британський спейсрок. Українські виконавці у стилі дрим-поп: Христина Соловій, гурт Монтеск'є.

## Історія та представники
У числі «протодрим-попових» пісень, у яких вперше починають оформлятися канони стилю, можна назвати «Sunday Morning» The Velvet Underground і «#9 Dream» Джона Леннона, що поєднують в собі атмосферне «дзвінке» звучання і «мрійливий», з придихом вокал. З інших виконавців, які вплинули на цей напрямок, слід зазначити основоположників етереала Cocteau Twins і This Mortal Coil, The Cure, спейс-рокерів Spacemen 3. У становленні дрим-попу як стилю, важливу роль зіграли такі незалежні лейбли: 4AD, Creation Records і Sarah Records, навколо яких і формувалася британська дрим-попсцена. Ґотик-роковий за походженням 4AD, на якому записувалися Cocteau Twins і This Mortal Coil, пізніше працював із такими важливими дрим-поповими виконавцями, як Pale Saints, Lush, His Name Is Alive, AR Kane та іншими. Creation Records, під керівництвом Алана МакГі, із самого початку концентрувався на дженгл-, нойз- і дрим-попі і видавав записи таких музикантів, як Slowdive, My Bloody Valentine, Ride. Sarah Records спеціалізувався на британських інді-попсценах і тві-попсценах, випускаючи музику таких відомих гуртів: St. Christopher, Secret Shine, Talulah Gosh, The Field Mice, The Wake та багатьох інших. У Америці ініціативу підхопили тві-попові Slumberland Records (Black Tambourine, Lilys, Lorelei) і Vernon Yard (Low). У числі лідерів американського дрим-попу називають вихідців з «андеграунду Пейслі» — Mazzy Star, а також такі неопсиходелічні інді-попгрупи, як The Flaming Lips і Mercury Rev.

## Вплив на інші стилі

### Шуґейзинг
Більш гучна й агресивна музика, комбінована «атмосферність» дрим-попу з енергійністю таких пост-панкгруп, як Sonic Youth і The Chameleons, отримала назву «шуґейзинг». Цей стиль став відомим завдяки таким музикантам, як Lush, Slowdive, My Bloody Valentine, Ride. Шуґейзинг, зберігаючи вірність дрим-поповим звучанням і атмосфері, водночас був перевантажений звуковими ефектами і естетичними шумами.

### Подальший розвиток
Тоді як шуґейзинг став прямим продовженням дрим-попу, серед інших напрямків, на які справив вплив цей стиль, слід зазначити, наприклад, трип-хоп, седкор і пост-рок, для яких, як і для дрим-попу, характерна відмова від властивої класичній рокмузиці енергійності і різкості на користь більшої абстрактности, атмосферности і мелодійности. Розвиток же самого дрим-попу продовжився в 1990-x і на початку 2000-x — до цього напрямку зараховують такі створені в ті роки колективи, як Sigur Rós, M83, Mercury Rev, …And You Will Know Us by the Trail of Dead, Dubstar, Laika, Asobi Seksu, Broken Social Scene, Readymade, Bethany Curve, Halou, Windy & Carl, Trespassers William, Southpacific, Amusement Parks on Fire, Mira, Yume Bitsu, Devics, Xinlisupreme, Mew, Air Formation, Psychic Ills, Charlene, Auburn Lull, Blonde Redhead. Іноді до них застосовується визначення «ньюґейз» (з англ. «new shoegaze»).

## Найвідоміші виконавці
- Cocteau Twins
- Dead Can Dance
- Slowdive
- Dubstar
- The Chameleons
- My Bloody Valentine
- The Verve
- Mazzy Star